# 17 aprilie
ianuarie • februarie • martie  • aprilie  • mai  • iunie  • iulie  • august  • septembrie  • octombrie  • noiembrie  • decembrie
17 aprilie este a 107-a zi a calendarului gregorian și ziua a 108-a în anii bisecți. Mai sunt 258 de zile până la sfârșitul anului.

## Evenimente

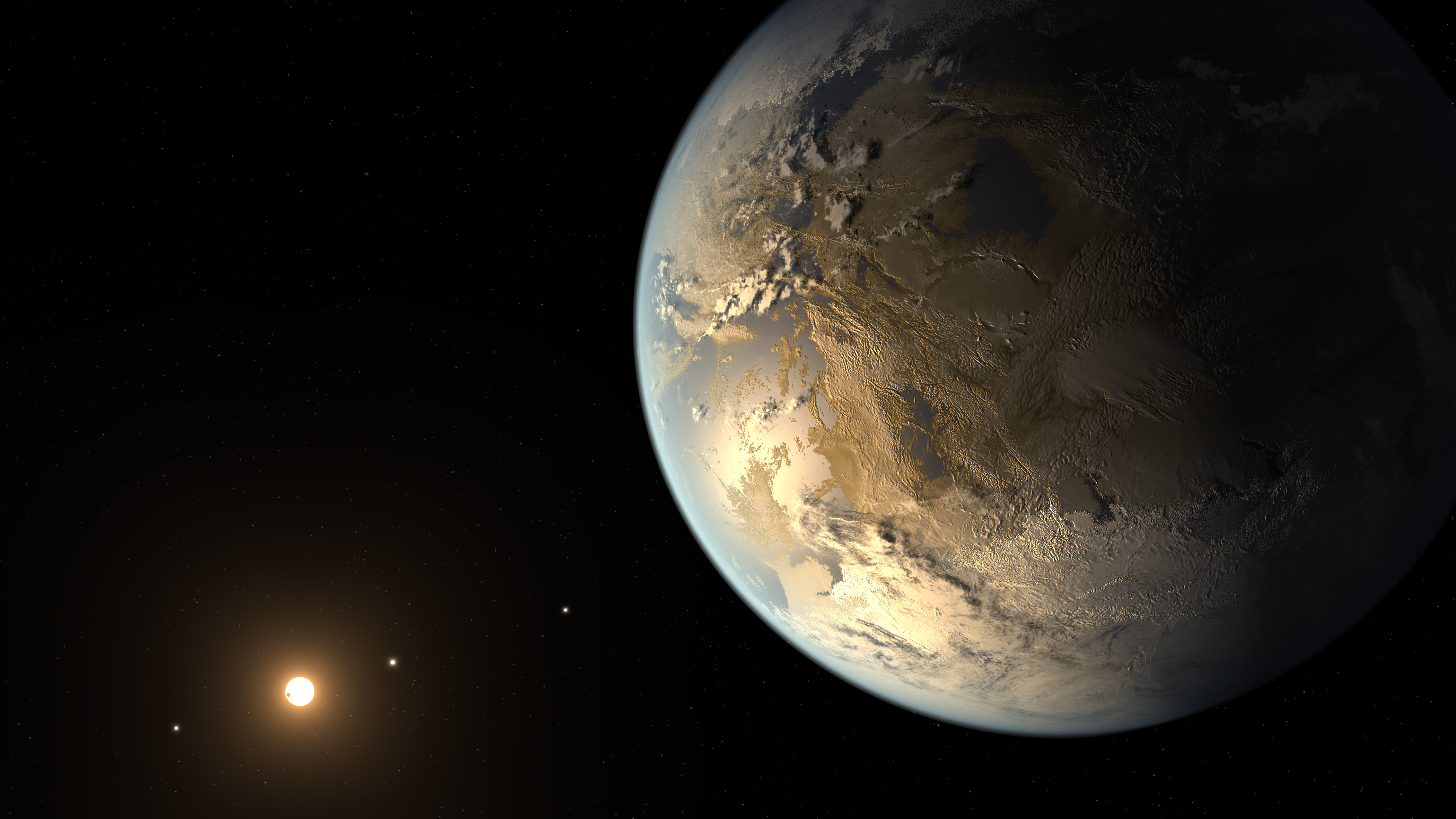
2014: Este anunțată descoperirea primei exoplanete cu o dimeniune asemănătoare Terrei și care se află în zona locuibilă a stelei sale. Exoplaneta, denumită Kepler-186f, este situată la 580 de ani-lumină de Pământ

- 0069: După Prima Bătălie de la Bedriacum, Vitellius a devenit împărat roman.
- 1080: Regele Danemarcei Harald al III-lea moare și este succedat de Knut al IV-lea, care mai târziu va deveni primul danez canonizat.
- 1524: Giovanni da Verrazzano a ajuns în portul New York.
- 1907: În urma fuzionării principalelor grupări conservatoare, Petru P. Carp a devenit șeful Partidului Conservator.
- 1924: A luat ființă studioul Metro–Goldwyn–Mayer.
- 1931: La Calcutta, India a avut loc un accident aviatic, în urma căruia aviatorul Radu Beller a murit, iar principele G.V. Bibescu a fost grav rănit.
- 1937:  Personajului de desene animate Daffy Duck apare pentru prima dată în Porky's Duck Hunt[1]
- 1942: Prizonierul francez de război, generalul Henri Giraud evadează din castelul închisoare Festung Königstein.
- 1946: Siria a obținut independența sa față de ocupația franceză.
- 1954: A fost executat în închisoarea Jilava, după un simulacru de proces, Lucrețiu Pătrășcanu, unul din liderii PCR, participant de seamă la înfăptuirea actului de la 23 august 1944, jurist, sociolog și publicist, profesor la Universitatea București, ministru al Justiției române între 1944–1948.
- 1963: Compania Ford a lansat mașina Mustang.[2]
- 1964: Geraldine Mock a devenit prima femeie din lume care a zburat singură în jurul lumii.
- 1969: Alexander Dubček, părintele "Primăverii de la Praga", a fost înlocuit în funcția de prim–secretar al CC al PC din Cehoslovacia de către Gustav Husak.
- 1969: Shirhan Sirhan a fost condamnat pentru asasinarea lui Robert F. Kennedy.
- 1970: Nava spațială Apollo 13, care a suportat un eșec, s-a întors pe Terra în siguranță.
- 1975: Războiul Civil Cambodgian se sfârșește: Khmerii Roșii au preluat puterea la Phnom Penh, instituind cel mai cumplit regim de teroare din sec. XX, care a plasat Cambodgia în umbra istoriei contemporane.
- 1982: Patriația Constituției canadiene in Ottawa prin Proclamația Reginei Elisabeta a II-a, care domină și Canada.
- 1991:  Delegației Parlamentului României s-a acordat statutul de delegație asociată la Adunarea Atlanticului de Nord (din 14 noiembrie 1998, AAN și-a schimbat numele în Adunarea Parlamentară a NATO).
- 2014: Este anunțată descoperirea primei exoplanete cu o dimeniune asemănătoare Terrei și care se află în zona locuibilă a stelei sale. Exoplaneta, denumită Kepler-186f, este situată la 580 de ani-lumină de Pământ.[3]
- 2019: Oamenii de știință anunță descoperirea unor ioni de hidrură de heliu, despre care se crede că este primul compus care s-a format în univers, în nebuloasa planetară NGC 7027.[4]
- 2021: Au loc funeraliile prințului Philip, soțul reginei Elisabeta a II-a. La sujba de înmormântare de la Capela St George au participat doar 30 de persoane din cauza restricțiilor legate de pandemia de COVID-19.[5]

## Nașteri
- 1278: Mihail al IX-lea Paleologul, co-împărat al Imperiului Roman de Apus (d. 1320)
- 1573: Maximilian I, Elector de Bavaria (d. 1651)
- 1598: Giovanni Riccioli, astronom italian (d. 1671)
- 1735: Johann Seivert, lexicograf transilvănean (d. 1785)
- 1807: Jean Achard, pictor francez (d. 1884)
- 1885: Karen Blixen, romancieră daneză (d. 1962)
- 1895: Ion Vinea, poet, prozator și traducător român (d. 1964)
- 1897: Thornton Wilder, scriitor american, laureat al premiului Pulitzer pe anul 1926 (d.  1975)

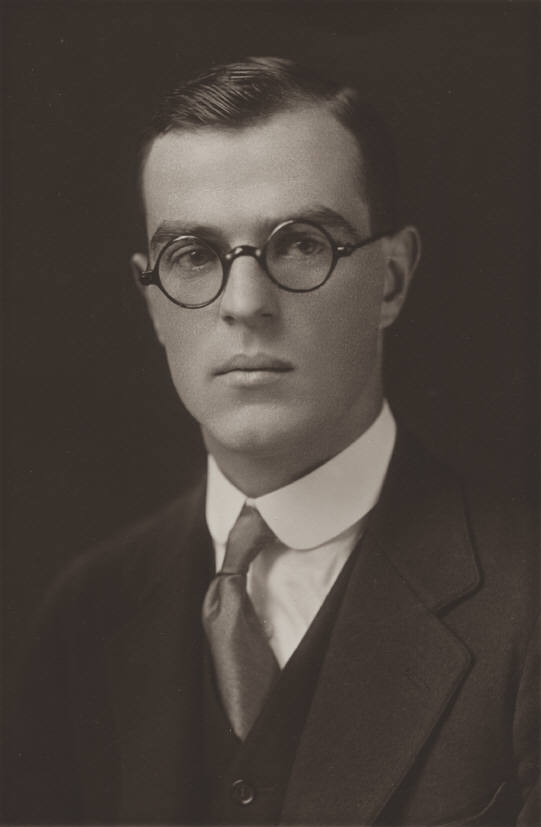
Thornton Wilder, scriitor american, laureat Pulitzer
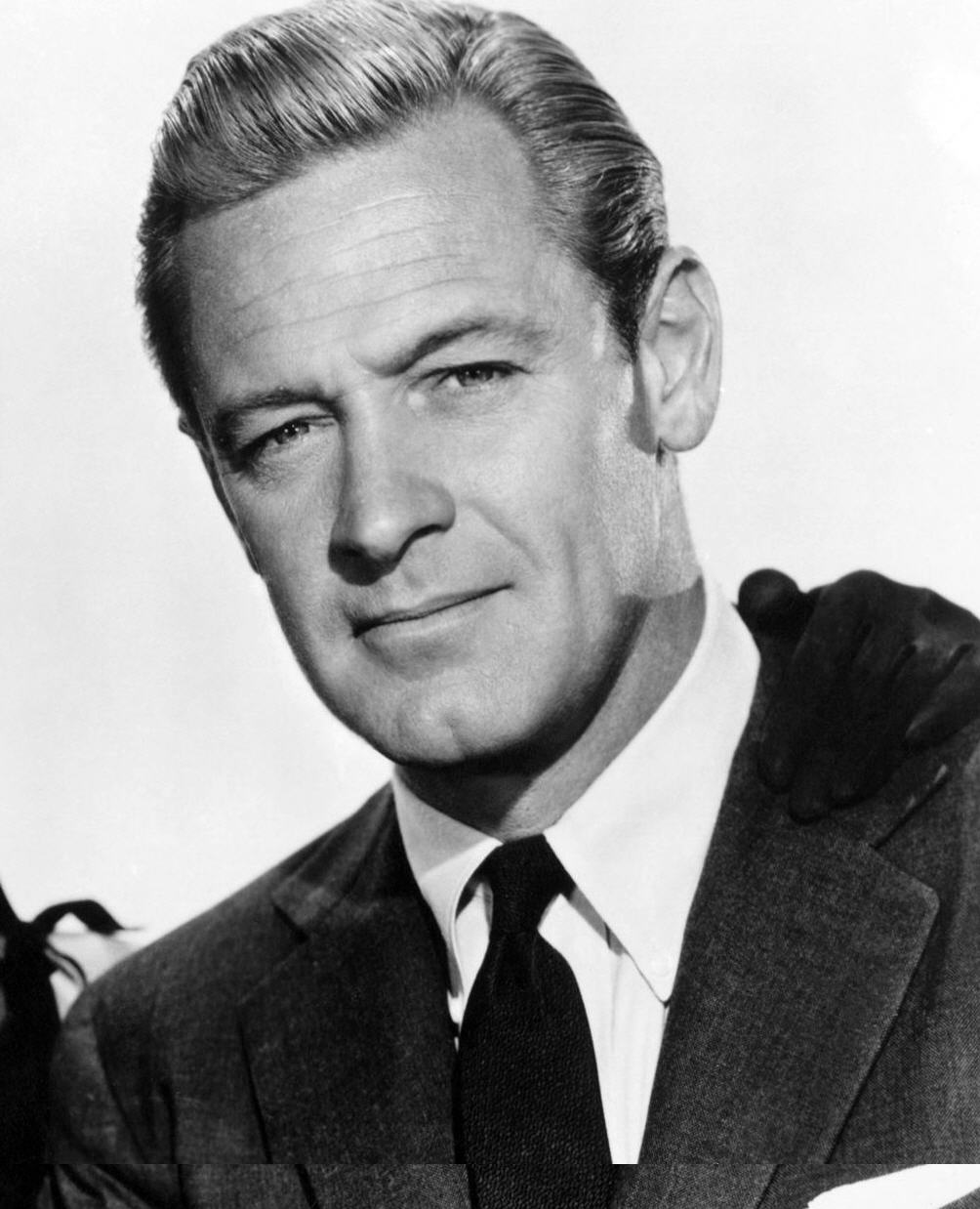
William Holden, actor american
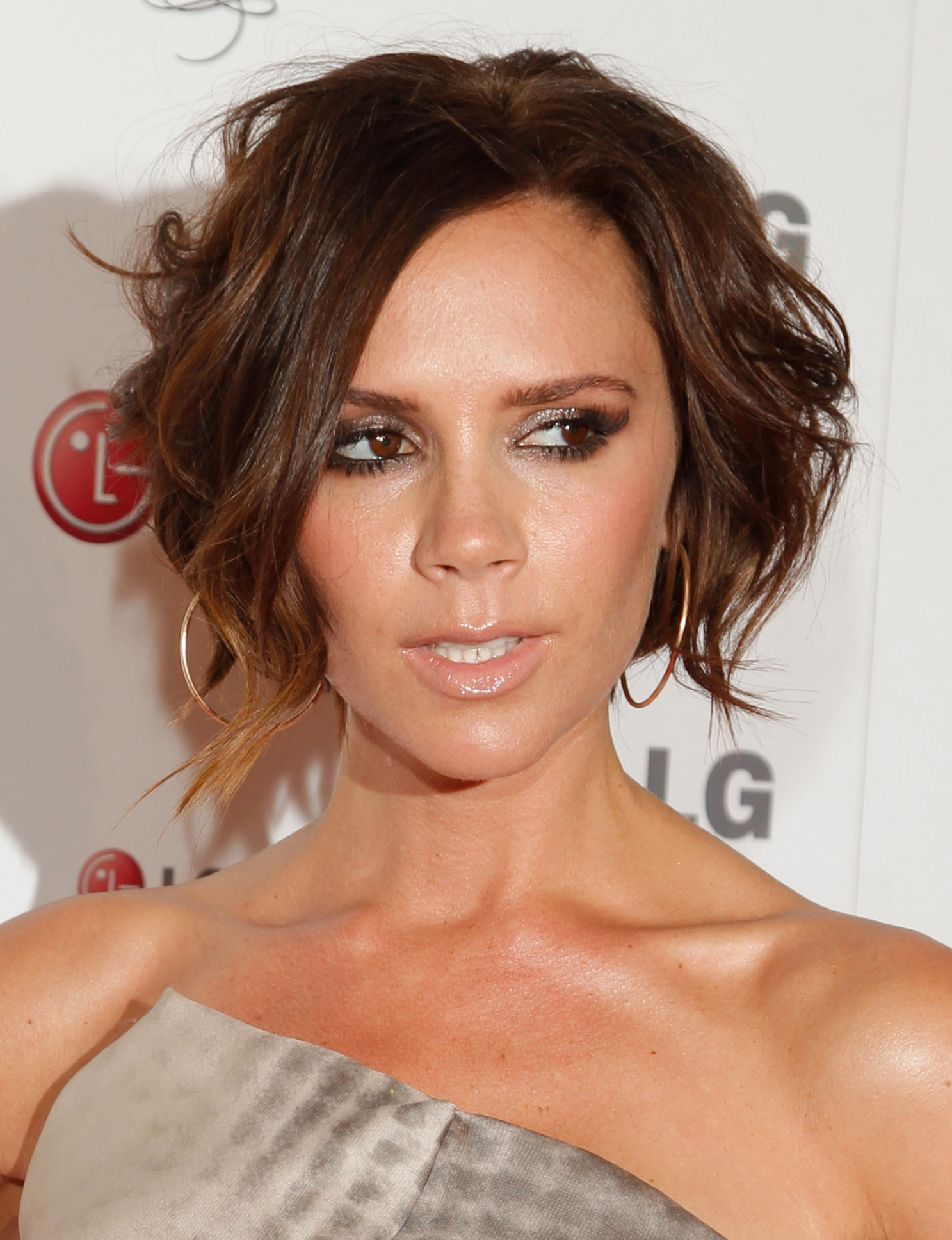
Victoria Beckham, cântăreață britanică

- 1908: Nicolae Brana, pictor român (d. 1986)
- 1911: Hervé Bazin, scriitor francez (d. 1996)
- 1916: Sirimavo Bandaranaike, om politic, prim-ministru al Sri Lanka (d. 2000)
- 1916: Magda Isanos, poetă română (d. 1944)
- 1918: William Holden, actor american (d. 1981)
- 1920: Edmonde Charles-Roux, scriitoare franceză, câștigătoare a Premiului Goncourt în 1966 (d. 2016)
- 1920: Stere Popescu, coreograf român (d. 1968)
- 1923: Gianni Raimondi, tenor italian (d. 2008)
- 1951: Olivia Hussey, actriță britanică (d. 2024)
- 1952: Tom Bruce, înotător american (d. 2020)
- 1953: Ionuț Popa, fotbalist român, devenit ulterior antrenor de fotbal (d. 2020)
- 1974: Victoria Beckham, cântăreață britanică
- 1985: Rooney Mara, actriță americană
- 1985: Jo-Wilfried Tsonga, jucător francez de tenis de câmp
- 1986: Romain Grosjean, pilot francez de Formula 1
- 1991: Alexandra Andrei, handbalistă română
- 1998: Andra Gogan, cântăreață română

## Decese
- 0485: Proclus, filosof grec (n. 412)
- 1080: Harald al III-lea al Danemarcei (n. 1040)
- 1647: Grigore Ureche, cronicar moldovean (n. 1590)
- 1711: Iosif I, Împărat al Sfântului Imperiu Roman (n. 1678)
- 1790: Benjamin Franklin, scriitor, politician american (n. 1706)
- 1896: Traian Demetrescu, poet, prozator și publicist român (n.  1866)
- 1899: Alexandru Petrino, politician și patriot român, deputat în Dieta Bucovinei și în Consiliul Imperial Austriac, Ministru al Agriculturii al Imperiului Austriac (n. 1824)
- 1902: Francisc, Duce de Cádiz (n. 1822)
- 1942: Jean Baptiste Perrin, fizician francez, laureat al Premiul Nobel (n. 1870)

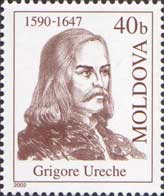
Grigore Ureche, cronicar moldovean
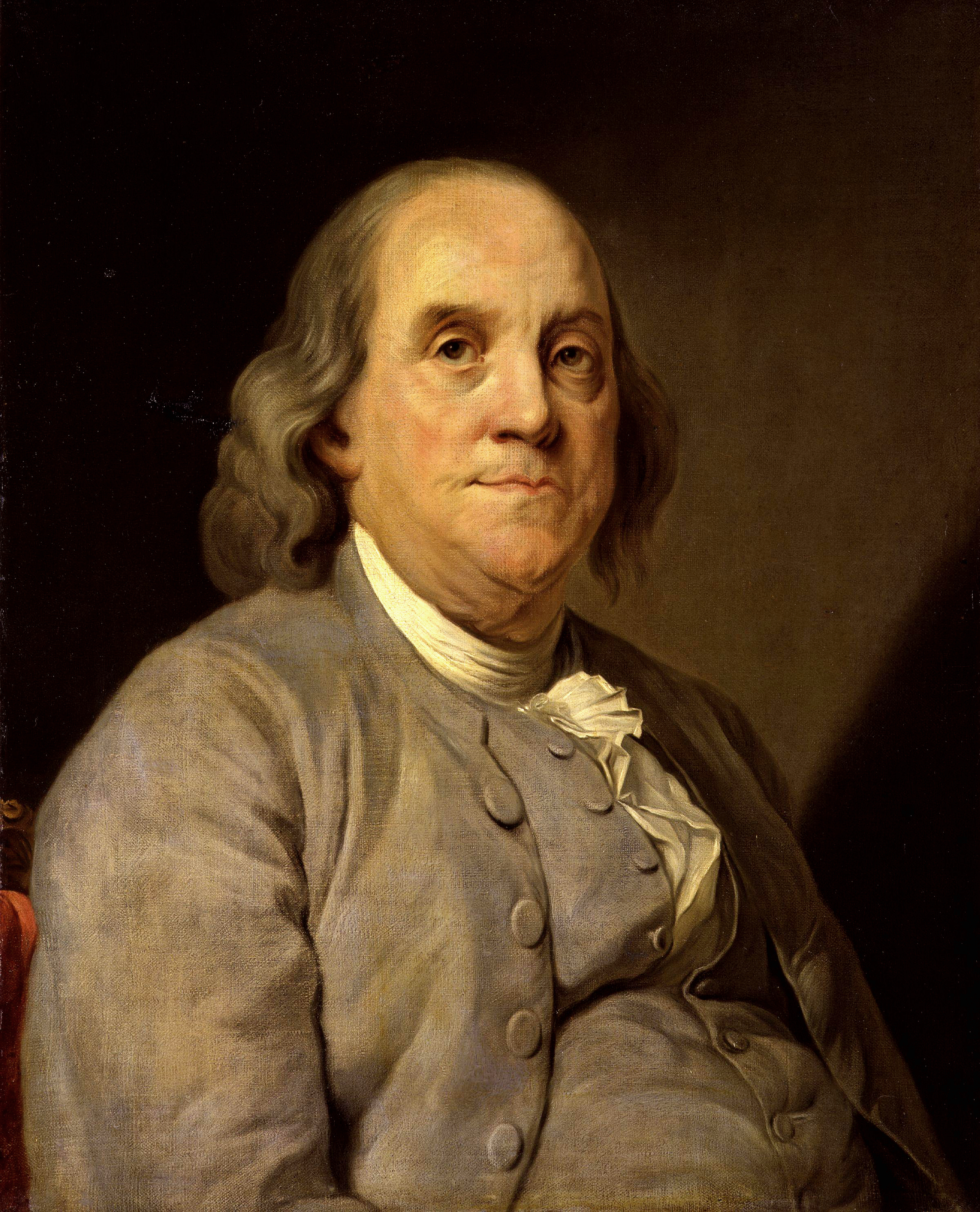
Benjamin Franklin, inventator, politician american
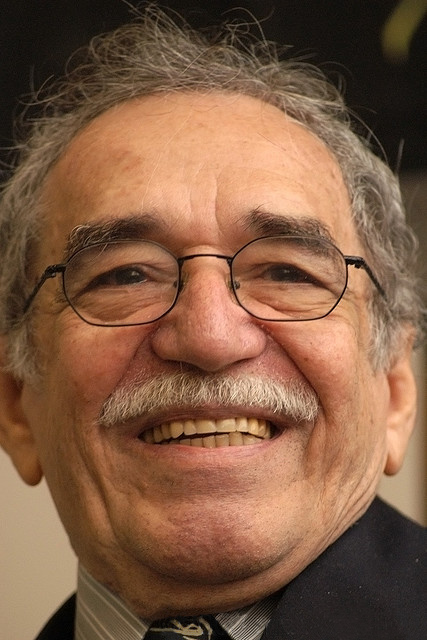
Gabriel García Márquez, scriitor columbian, laureat Nobel

- 1945: Ion Pillat, poet și eseist român (n. 1891)
- 1945: Mircea Streinul, scriitor și poet iconarist român(n. 1910)
- 1954: Lucrețiu Pătrășcanu, politician, avocat, sociolog și economist român (n. 1900)
- 1964: George Vraca, actor român (n. 1896)
- 1971: Nicu Stănescu, violonist, dirijor și compozitor (n. 1903)
- 1975: Sir Sarvepalli Radhakrishnan, filosof și om politic indian (1956) (n. 1888)
- 1985: Dumitru Ion Suchianu, eseist și traducător, critic de film (n. 1895)
- 1990: Paul Gh. Dimo, inginer, specialist în domeniul electricității (n. 1905)
- 2006: Mihail-Constantin Eremia, profesor universitar la Facultatea de Drept din Universitatea București (n. 1956)
- 2007: Gil Dobrică, cântăreț român (n. 1946)
- 2010: Alexandru Neagu, fotbalist român (n. 1948)
- 2013: Paul Dan Cristea, academician, profesor român la Universitatea Politehnica din București (n. 1983)
- 2014: Gabriel García Márquez, scriitor columbian, laureat Nobel (n. 1927)
- 2016: Doris Roberts, actriță americană de film, teatru și televiziune (n. 1925)
- 2018: Barbara Bush, soția președintelui american George H. W. Bush (n. 1925)
- 2022: Remus Mărgineanu, actor român (n. 1938)
- 2022: Catherine Spaak, actriță, cântăreață și jurnalistă de origine franco-belgiană, naturalizată italiană (n. 1945)
- 2022: Radu Lupu, compozitor român (n. 1945)

## Sărbători
- Ziua Internațională a Hemofiliei